# 察隅荨麻
察隅荨麻（学名：Urtica zayuensis）为荨麻科荨麻属的植物。分布于印度以及中国大陆的西藏等地，生长于海拔1,500米至2,400米的地区，一般生于常绿阔叶林下沟谷草丛中或山坡农田边草地，目前尚未由人工引种栽培。